# Elizabeth Bauer Mock
Elizabeth (Bauer) Mock (más tarde Kassler) (1911-8 de febrero de 1998), fue directora del Departamento de Arquitectura y Diseño del Museo de Arte Moderno (MoMA) y profesora de universidad. Fue alumna de Frank Lloyd Wright en la Casa Taliesin, y fue la primera especialista formada en Taliesin en unirse al personal del MoMA. Fue una influyente defensora de la arquitectura moderna en los Estados Unidos.

## Trayectoria

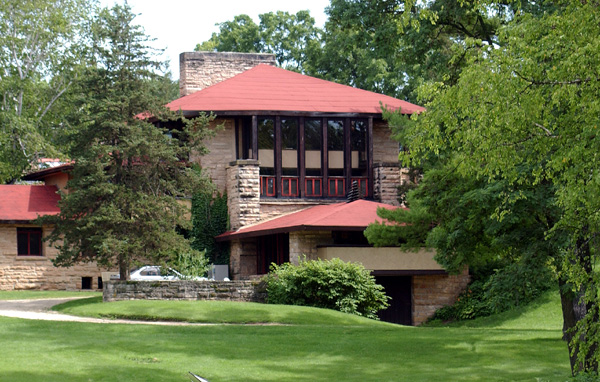
Taliesin Norte

Elizabeth "Betty" Bauer Mock Kassler nació en Lexington, Massachusetts, en 1911, como Elizabeth Bauer de Alberta Krouse Bauer, ama de casa, y Jacob Bauer, ingeniero de carreteras del estado de Nueva Jersey. Su hermana mayor era Catherine Bauer Wurster, una destacada defensora de la vivienda pública y educadora de planificación urbana, y su hermano menor era Louis Bauer. Se graduó de la Escuela Vail Deane en 1928. En 1932 se graduó en Vassar College, donde se especializó en inglés.

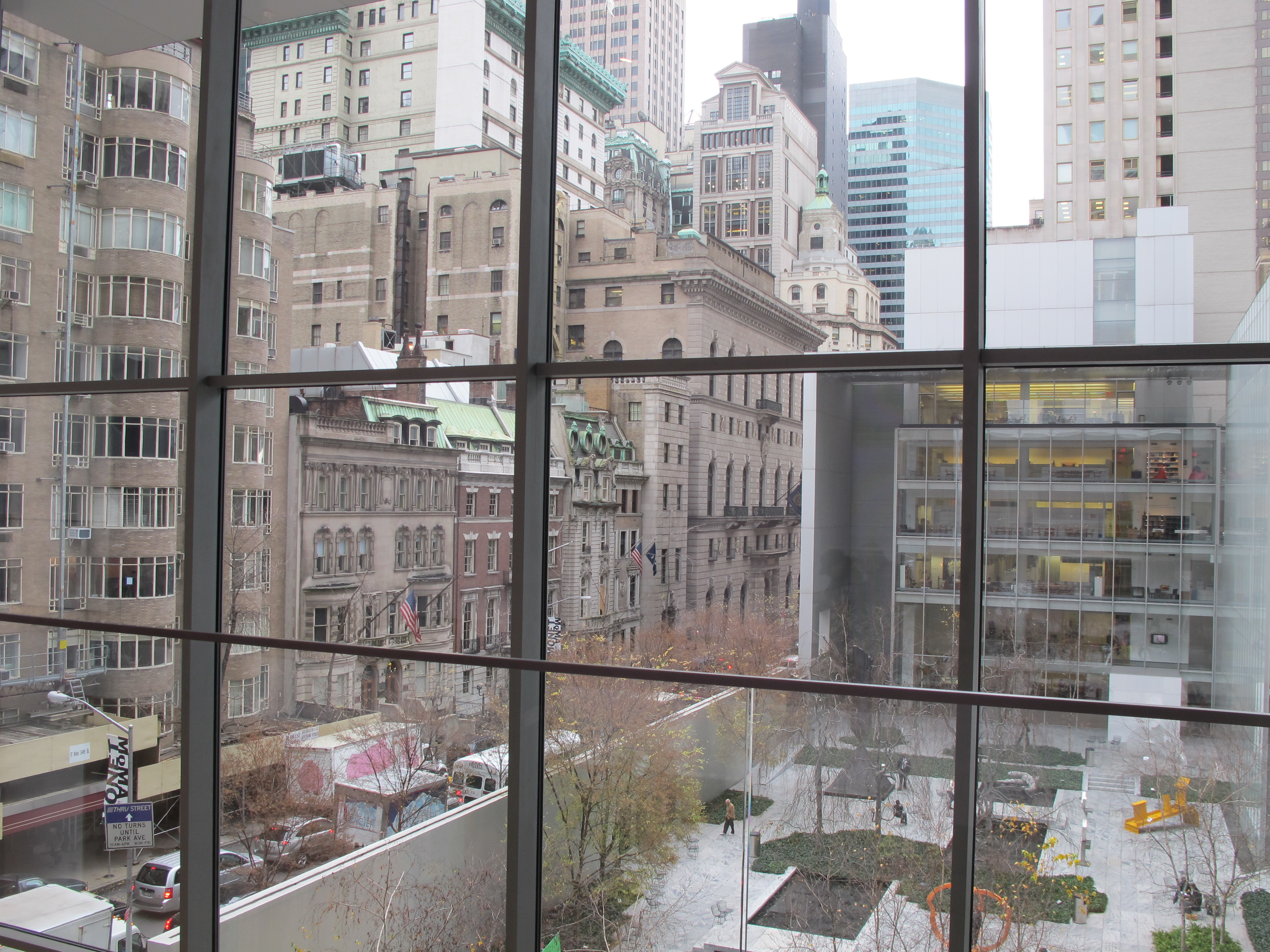
MoMA. Manhattan. New York

Después de la universidad, se convirtió en una de las primeras miembros en el estudio Taliesin de Frank Lloyd Wright, cerca de Spring Green, Wisconsin. Fue en Taliesin donde conoció a su primer esposo, Rudolph Mock, dibujante de Basilea, Suiza, que trabajó en el estudio de Wright desde enero de 1931 hasta abril de 1933. Rudolph fue uno de los cuatro aprendices de Taliesin arrestados por agredir a C. R. Secrest, quien había roto la nariz de Wright por una disputa de empleo. Después de su matrimonio, vivieron brevemente en Suiza.
Su participación en el MoMA comenzó en 1937 cuando comenzó a trabajar a tiempo parcial para el cuidador de arquitectura y diseño industrial del museo, John McAndrew. Un año más tarde, ella hizo su primera exposición, “¿Qué es la arquitectura moderna?”. Se convirtió en asistente de tiempo completo de McAndrew en 1940. Cuando McAndrew fue despedido en 1942, Mock se convirtió en la directora. Permaneció en el MoMA hasta 1946. Durante su tiempo allí, realizó muchas exposiciones, entre ellas: “Construida en los EE. UU.: 1932–1944” (1944), “La casa pequeña del mañana: modelos y planes” (1945) y “Si usted quiere construir una casa". Preparó siete exposiciones del MoMA en total entre 1938 y 1946.
En 1948, se separó de Rudolph y se mudó a Taliesin West con su hijo Fritz por una temporada. En 1949 se convirtió en profesora asistente de historia de la arquitectura y bibliotecaria en la Universidad de Oklahoma. Después de su divorcio, se casó con Kenneth Stone Kassler en 1951 y se mudó a Princeton, Nueva Jersey. En Princeton, continuó escribiendo para revistas de arquitectura, el MoMA y revistas populares. Kassler murió en 1964, el mismo año en que Bauer se convirtió en investigadora asociada en la Escuela de Arquitectura y Planificación Urbana de la Universidad de Princeton, puesto que desempeñó hasta 1971.
Una visita de 1979 a Taliesin West la inspiró a armar un directorio retrospectivo de la Beca Taliesin a tiempo para su 50 aniversario (en 1982). Ella misma recopiló todos los listados y en 1981 publicó 450 copias de The Directory, 1932–1982, The Taliesin Fellowship, A Directory of Members. Este fue el primer directorio de este tipo en la historia de Taliesin e inspiró a la Fundación Frank Lloyd Wright a desarrollar directorios similares.
En 1990 se retiró a una comunidad de jubilados en Lexington, Massachusetts.

## Influencia
Según la Cátedra de Investigación en Historia del Arte de la Universidad de Concordia, Kristina Huneault, los libros de Mock "se esforzaron por persuadir a una nueva generación de compradores de viviendas de cómo el modernismo podría mejorar sus vidas y la calidad de la cultura arquitectónica norteamericana en general". Incluyen If You Want to Build a House (1946), The Architecture of Bridges (1949), y Modern Gardens and the Landscape (1964, conocida entonces como Elizabeth B. Kassler).
Su libro sobre puentes es descrito por la Encyclopædia Britannica como "el primer libro importante sobre puentes en dar un punto de vista moderno". Modern Gardens and the Landscape se considera el estudio más autorizado de su tema. Fue anunciado por el MoMA como "el primer libro en discutir la relación entre el jardín moderno y el paisaje natural en términos de estética contemporánea". Los jardines modernos y el paisaje incluyeron las obras de Burle Marx, Bernard Rudofsky, Gunnar Asplund y Luis Barragán. Todos sus libros fueron publicados por el Museo de Arte Moderno.